# Амадей VIII Савойски
Вижте пояснителната страница за други личности с името Амадей Савойски.
Амадей VIII Савойски Миролюбивият (на италиански: Amedeo VIII di Savoia; Felice V „il Pacifico“; * 4 септември 1383, Шамбери, Савойско графство; † 7 януари 1451, Женева, Свещена Римска империя), e 19-и граф на Савоя от 1391 г. и първи херцог на Савоя от 1416 г., също принц на Пиемонт, граф на Аоста, на Женева, на Мориен и на Ница.
От 24 юли 1440 г. до 7 април 1449 г. той е последният антипапа с името Феликс V. След това той доброволно се подчинява в името на християнското единство на папа Николай V, който му дава титлата на кардинал. Смятан е за последния исторически антипапа.

## Произход
Той е син на Амадей VII Савойски, наречен „Червеният граф“ (* 1383, † 1391), граф на Савоя, и на съпругата му Бона дьо Бери. Негови дядо и баба по бащина линия са Амадей VI, „Зеления граф“, граф на Савоя, на Аоста и Мориен, и Бона дьо Бурбон, а по майчина – Жан дьо Бери, херцог на Бери и на Оверн, и Жана д’Арманяк. Има две сестри:
- Бона (* 1388, † 1432), господарка на Пиемонт като съпруга на Лудвиг Савойски-Ахая (* 1364, †1418), господар (сеньор) на Пиемонт и титулярен княз на Ахая
- Йоанна (* 1392, † 1460), маркграфиня на Монферат като съпруга на Джан Джакомо Палеолог, маркграф на Монферат

Има и един природен брат и една природена сестра от извънбрачни връзки на баща си.

## Биография

### Ранни години
Губи баща си Амадей VII на около 8-годишна възраст. Баща му умира на 1 ноември 1391 г., вероятно отровен, оставяйки регентството по завещание на майка си Бона дьо Бурбон, с Луи III дьо Косоне, господар на Косоне. След смъртта му дворът на феодалите се разделя на две части: една, която подкрепя Бона дьо Бурбон, с двор в Шамбери, и друга, която подкрепя майката на новия граф, Бона дьо Бери, с двор в Монмелиан. Гражданската война е избегната благодарение на намесата на краля на Франция Шарл VI и завършва с потвърждаване на регентството на Бона дьо Бурбон.
След като е изключена от настойничеството на децата си и от регентството, Бона дьо Бери напуска Савойското графство и се връща във Франция на 2 декември 1393 г. – в замъка на Меюн сюр Йевр и през 1394 г. се омъжва за Бернар VII д'Арманяк.
Дори и без добре обосновани доказателства, веднага се разпространяват слухове, че Амадей VII е бил отровен от лекаря му Жан дьо Гранвил и от фармацевта Пиер дьо Лупини, който е убит през 1392 г., докато Гранвил, подложен на изтезания, подсказва, че Бона дьо Бурбон е знаела за престъплението (Лупини през 1395 г. е реабилитиран, докато Гранвил е обявен за невинен на следващата година). След множество обвинения Бона дьо Бурбон също е освободена от регентството и настойничеството на своя внук.
Измъченото детство на Амадей VIII се характеризира със сериозна форма на кривогледство и заекване, което скоро разкрива неговия интровертен и срамежлив характер.

### Брак
След заминаването на баба си Бона, която той много обича, Амадей се озовава заобиколен от благородниците от пиемонтския двор. Тогава властта поемат привържениците на бургундската партия на Филип II Смели, които налагат брака на юношата с дъщеря му Мария Бургундска. Обявен за пълнолетен и следователно годен да управлява, по повод женитбата си, Амадей VIII започва да се грижи за държавните дела едва след 1400 г. През май 1401 г. в Арас той се жени за Мария. Брачният договор е сключен на 11 ноември 1386 г.

### Политика
В политиката Амадей VIII скоро демонстрира голямо благоразумие, което му спечелва прозвището „Миролюбивият“. След като подкрепя братовчедите си от клона Савоя-Ахая срещу маркизите на Монферат, той получава собствеността върху град Домодосола, където жителите, недоволни от режима на Висконти, открито се разбунтуват.
През 1401 г. едно от първите действия на новия граф е закупуването на Графство Женева от Ото дьо Тоар-Вилар, новия граф, който го е наследил година по-рано от братовчед си Хумберт VIII дьо Тоар-Вилар, който на свой ред го е наследил от вуйчо си кардинал Робер Женевски – антипапа Климент VII. Наследниците на графовете на Женева оспорват тази продажба със съдебен процес, който продължава до 1422 г., когато император Сигизмунд Люксембургски, който е иззел графството за империята през 1411 г., официално предава графството на Амадей VIII с писмо с дата 25 април.
Амадей VIII е благосклонен към Торинския университет, основан от братовчед му Лудвиг Савойски-Ахая, който е получил одобрението на папа Бенедикт XIII, а през 1411 г. – и одобрението (имперския патент) от император Сигизмунд Люксембургски, както и одобрението на антипапа Йоан XXIII през 1413 г.
Отношенията му с Кралство Франция са добри, като графът взима активно участие във френските дела. През 1415 г. той изпраща контингент от 2000 мъже, които участват, биейки се храбро, в битката при Аженкур, където са убити около 100 рицари.
През 1414 г. Амадей VIII се противопоставя на Швейцарската конфедерация, като ѝ попречва да завладее Вал д'Осола, а през следващите години наема Франческо Бусоне, граф на Карманьола, и неговата наемническа дружина, които с кланета и грабежи напразно се опитват да подчиняват Вале.
В същия този период той успява да получи феодалната почит от маркизите на Салуцо, без обаче да може да замени тяхното влияние в долините на Пиемонт. Той не успява да разшири властта си към Генуа, която пред него предпочита първо Маркграфство Монферат и след това Висконти през 1421 г.

### Първи херцог на Савоя
Амадей VIII успява да издейства от император Сигизмунд Люксембургски трансформирането на Савойското графство в херцогство през 1416 г. – събитие, посрещнато в града с големи тържества. Императорът прави това на 19 януари, намирайки се в Шамбери, като награда за благородството, доблестта и благоразумието, проявени от Амадей VIII. Документът за това е с дата 19 февруари 1416 г., докато документът, определящ носителя на херцогството в лицето на Амадей VIII, е с дата 20 февруари 1416 г.
Според френския историк Самюел Гишенон владетелят на Пиемонт Лудвиг Савойски-Ахая, братовчед на Амадей VIII и съпруг на сестра му Бона, умира в Пинероло на 11 декември 1418 г. Тъй като той няма законни деца, клонът Савоя-Ахая изчезва и Амадей VIII го наследява в неговите титли. Така той присъединява Пиемонт към Савоя. Освен това получава чрез закупуване и Верчели
Майка му Бона през 1429 г. пише завещание, определяйки за наследник извънбрачния син на съпруга си, също на име Лудвиг, и оставайки наследство на Йоанна Савойска, маркграфиня на Монферат, на неговата майка Бона и на Амадей VIII. На 18 септември 1430 г. майка му Бона дьо Бери пише завещание, оставяйки като наследство Виконство Карла на сина си Бернар д'Арманяк, граф на Пардиак, оставайки и наследство на другите си все още живи деца, включително Амадей.
През 1430 г. Амадей VIII обнародва Statuta Sabaudiæ – сборник, който събира законите на управляваните от него държави, които през тази година се простира от езерото Нюшател до бреговете на Лигурско море. Първите разпоредби срещу евреите на териториите на Савоя също се намират там.

### Отказ от политиката
Амадей VIII е уморен от политиката и свързаните с нея трудности: след като довежда херцогството до голям просперитет, той решава да изостави всичко и да се оттегли в замъка Рипай близо до Тонон и става нещо като отшелник. Там също се помещава августински приорат, финансиран от херцога. През есента на 1434 г. Амадео VIII отива в замъка, придружен от двора и от най-доверените си рицари, избрани измежду тези, които според правилото на Ордена на св. св. Маврикий и Лазар са се отличили с почетни заслуги: сред тях са Анри дьо Колумбие, Клод дьо Се, Франсоа дьо Бюси и Луи дьо Шевелю. На 7 ноември същата година, пред представителите на 3-те щата на Савойкото херцогство херцогът подава оставка, поставяйки изпълнителната власт в ръцете на сина си Лудвиг. През следващите пет години обаче Амадей VIII продължава да ръководи държавните дела от замъка Рипай, като синът му е само негов наместник.
През 1434 г. основава рицарския орден „Св. Маврикий“ – по скоро религиозно братство, отколкото военен орден, който бива разпуснат със смъртта му през 1451 г.

### Амадей VIII като антипапа
Кариерата на Амадей VIII изглежда предопределена да приключи с отказа му от властта в полза на сина му Лудвиг, но името му се връща на преден план, когато съборните отци се срещат в Базел Противоречията между прелатите, които обвиняват папа Евгений IV в симония и ерес, са толкова разгорещени, че водят до свалянето на папата. След това съветът е разделен: папата се среща във Ферара с някои доверени кардинали, докато много епископи и кардинали остават в Базел. Последните обявяват папата за свален на 24 май 1438 г., пристъпвайки към избора на нов папа. Тиарата всъщност е предложена на Амадей VIII, който по това време все още живее в замъка Рипай на Женевското езеро. Херцогът не иска да става папа, той не се смята за много религиозен и няма богословски познания. Предложенията на съборните отци обаче са толкова ласкави и настойчиви, че Амадей е принуден да приеме престижната позиция: затова той е избран за антипапа на 5 ноември 1439 г. и приема името Феликс V. Документът, удостоверяващ избора му като папа е с дата 15 декември 1439 г.
На 6 януари 1440 г. в Тонон той окончателно абдикира в полза на сина си Лудвиг. На 6 декември 1439 г. Амадей пише завещанието си, посочвайки да бъде погребан в Абатство Откомб, обявявайки сина си Лудвиг за свой единствен наследник и оставайки различни наследства.
Той никога не отива в Рим на папския трон: остава между Швейцария и Савоя, рядко давайки аудиенции и водейки уединен живот.

### Абдикация като антипапа и смърт
Когато папа Евгений IV умира и през 1447 г., той е наследен от Николай V. Амадей се поддава на исканията на новия римски понтифекс да остави тиарата: разколът приключва на 7 април 1449 г., когато Амадей спонтанно подава оставка в полза на единство на християните, а на 19 април съборът признава за единствен папа Николай V. На 25 април след събора, със съгласието на Николай V, са предоставени различни служби и почести на Амадей, който е получил от папата титлата на „кардинал“ и позицията на декан на Светия съвет на кардиналите. Феликс V може да се счита за последния антипапа в историята на Католическата църква. След като получава Женевската епархия, Амадей никога повече не се връща в замъка Рипай, а живее между Женева, Торино и Тонон.
След абдикацията си като антипапа Амадей VIII все още продължава, както е правил преди това, да съветва сина си Лудвиг в политиката. Умира в Женева на 7 януари 1451 г. на 67-годишна възраст Погребан е на територията на замъка Рипай. Около век по-късно костите му са пренесени в Торино заедно с тези на граф Амадей VII Савойски и са погребани в Параклиса на Светата плащеница в Торинската катедрала.

## Брак и потомство
∞ 11 ноември 1386, в Sluis, Зеландия (договор), 30 октомври 1393 в Шалон сюр Саон (представител), май 1401 в Арас лично за Мария Бургундска (* 1386, Дижон; † 2 октомври 1422, замък на Тонон), дъщеря на херцог Филип II Бургундски и на Маргарита III Фландърска, от която има пет сина и четири дъщери:
- Маргарита Савойска (* 13 май 1405, † 1418)
- Антон Савойски (* 1407, † 1407 пр. 12 декември)
- Антон Савойски (* 1408, † 1408 сл. 10 октомври)
- Мария Савойска (* 1411, † 1469), чрез брак херцогиня на Милано;

∞ 1427 за Филипо Мария Висконти (* 23 септември 1392, † 13 август 1447), херцог на Милано, от когото няма деца
- Амадей Савойски (* 26 март 1412; † 17 август 1431), принц на Пиемонт, титулярен принц на Ахая, сгоден за Анна дьо Лузинян (* 24 септември 1419, † 11 ноември 1462), дъщеря на краля на Кипър Янус дьо Лузинян, която по-късно се омъжва за брат му
- Лудвиг Савойски (* 24 февруари 1413, Женева; † 29 януари 1465, Лион), 2-ри херцог на Савоя (1440 – 1465), принц на Пиемонт, граф на Аоста, на Мориен и на Ница;

∞ 1434 за Анна дьо Лузинян (* 24 септември 1419, † 11 ноември 1462), дъщеря на краля на Кипър Янус дьо Лузинян, от която има деветнадесет деца. Има и извънбрачни деца.
- Бона Савойска (* септември 1415; † 25 септември 1430), сгодена 1426 за Франсоа I Бретански
- Филип Савойски (* 1417, † 1444), граф на Женева, неженен и бездетен
- Маргарита Савойска (* 1420, † 1479), чрез бракове херцогиня на Калабрия и Анжу, графиня на Прованс, Форкалкие и Мен, пфалцграфиня на Рейн, графиня на Вюртемберг; ∞ 1. 1432 за херцог Луи III дьо Валоа-Анжуйски (* 25 септември 1403, † 12 ноември 1434, Козенца), херцог на Анжу (1417 – 1434) и на Калабрия (1426 – 1434), титулярен крал на Йерусалим, Неапол и Сицилия (1417 – 1434), граф на Прованс, на Форкалкие и на Мен (1417 – 1434), от когото няма деца ∞ 2. 1444 за курфюрст Лудвиг IV фон Пфалц (* 1 януари 1424, Хайделберг; † 13 август 1449, Вормс), пфалцграф и курфюрст на Рейн (1436 – 1449), от когото един син ∞ 3. 1453 за граф Улрих V „Многообичания“ (* 1413, † 1 септември 1480 в Леонберг), граф на Вюртемберг (1433 – 1441), граф на Вюртемберг-Щутгарт (1441 – 1480) и граф на Монбеяр (с Лудвиг I) (1419 – 1426 и 1433 – 1442), от когото има три дъщери.

### Първични източници
- Preuves de l'Histoire généalogique de la royale maison de Savoie, justifiée par titres, ..par Guichenon, Samuel
- Chronique parisienne anonyme du XIVe siècle
- Histoire généalogique et chronologique de la maison royale de France, tomus III
- Documens historiques et généalogiques sur les familles et les hommes remarquables du Rouergue
- Storia dei principi di Savoia del ramo d'Acaia, signori del Piemonte, Volume 2

### Историографска литература
- Bernard Demotz, Amadeus VIII. Lexikon des Mittelalters (LexMA). Band 1, Artemis & Winkler, München/Zürich 1980, ISBN 3-7608-8901-8, Sp. 502 – 503.
- Friedrich Wilhelm Bautz, Felix V. (Gegenpapst). Biographisch-Bibliographisches Kirchenlexikon (BBKL). Band 2, Bautz, Hamm 1990, ISBN 3-88309-032-8, Sp. 11.
- Francesco Cognasso, Felice V, antipapa. In: Massimo Bray (Hrsg.): Enciclopedia dei Papi, Istituto della Enciclopedia Italiana, Band 2 (Niccolò I, santo, Sisto IV), Rom 2000, OCLC 313581688, с. 640 – 644
- Romolo Caggese, Italia, 1313-1414, cap. VII, vol. VI (Declino dell'impero e del papato e sviluppo degli stati nazionali), Storia del Mondo Medievale, 1999, с. 297 – 331
- Paul E. Martin, La confederazione svizzera nel medioevo, cap. XI, vol. VI (Declino dell'impero e del papato e sviluppo degli stati nazionali), Storia del Mondo Medievale, 1999, с. 423 – 459
- W.T. Waugh, "I concilii di Costanza e di Basilea", cap. I, vol. VII (L'autunno del Medioevo e la nascita del mondo moderno) della Storia del Mondo Medievale, 1999, с. 5 – 56
- Paul Fournier, Il regno di Borgogna o d'Arles dal XI al XV secolo, cap. XI, vol. VII (L'autunno del medioevo e la nascita del mondo moderno), Storia del Mondo Medievale, 1999, с. 383 – 410
- Histoire généalogique de la royale maison de Savoie, justifiée par titres, ..par Guichenon, Samuel
- Titres de la maison ducale de Bourbon, par m. Huillard-Bréholles ..., Volume 1
- Maria Josè di Savoia, Amedeo VIII, 2 tomi, Mondadori, Milano 2001
- Francesco Cognasso, AMEDEO VIII, duca di Savoia, в Dizionario biografico degli italiani, vol. 2, Roma, Istituto dell'Enciclopedia Italiana, 1960
- Francesco Cognasso, AMEDEO VIII, duca di Savoia, в Enciclopedia Italiana, Istituto dell'Enciclopedia Italiana, 1929
- Francesco Cognasso, FELICE V, antipapa, в Enciclopedia dei Papi, Istituto dell'Enciclopedia Italiana, 2000

### Други
- (EN) COMTES de SAVOIE et de MAURIENNE 1060-1417 - AMEDEE de Savoie, на fmg.ac, Foundation for Medieval Genealogy
- (EN) DUKES of SAVOY 1417-1718 - AMEDEE de Savoie, на fmg.ac, Foundation for Medieval Genealogy
- (EN) Savoy 2 - Amedeo VIII "il Pacifico", на genealogy.euweb.cz
- Amedeo VIII duca di Savoia, на Treccani.it – Enciclopedie on line
- Amedeo VIII, в Dizionario di storia, Istituto dell'Enciclopedia Italiana, 2010
- Amedèo VIII, на sapere.it, De Agostini
- (IT, DE, FR) Amedeo VIII di Savoia, на hls-dhs-dss.ch, Dizionario storico della Svizzera
- (EN) Amedeo VIII di Savoia, на Enciclopedia Britannica
- (EN) Amedeo VIII di Savoia, в Catholic Encyclopedia
- (EN) David M. Cheney, Amedeo VIII di Savoia, в Catholic Hierarchy
- Felice V, antipapa, в Enciclopedia dei Papi, Roma, Istituto dell'Enciclopedia Italiana, 2000
- (EN) Salvador Miranda, SAVOIE, Amedeo di, на fiu.edu – The Cardinals of the Holy Roman Church